# Deutsche Botschaft Madrid

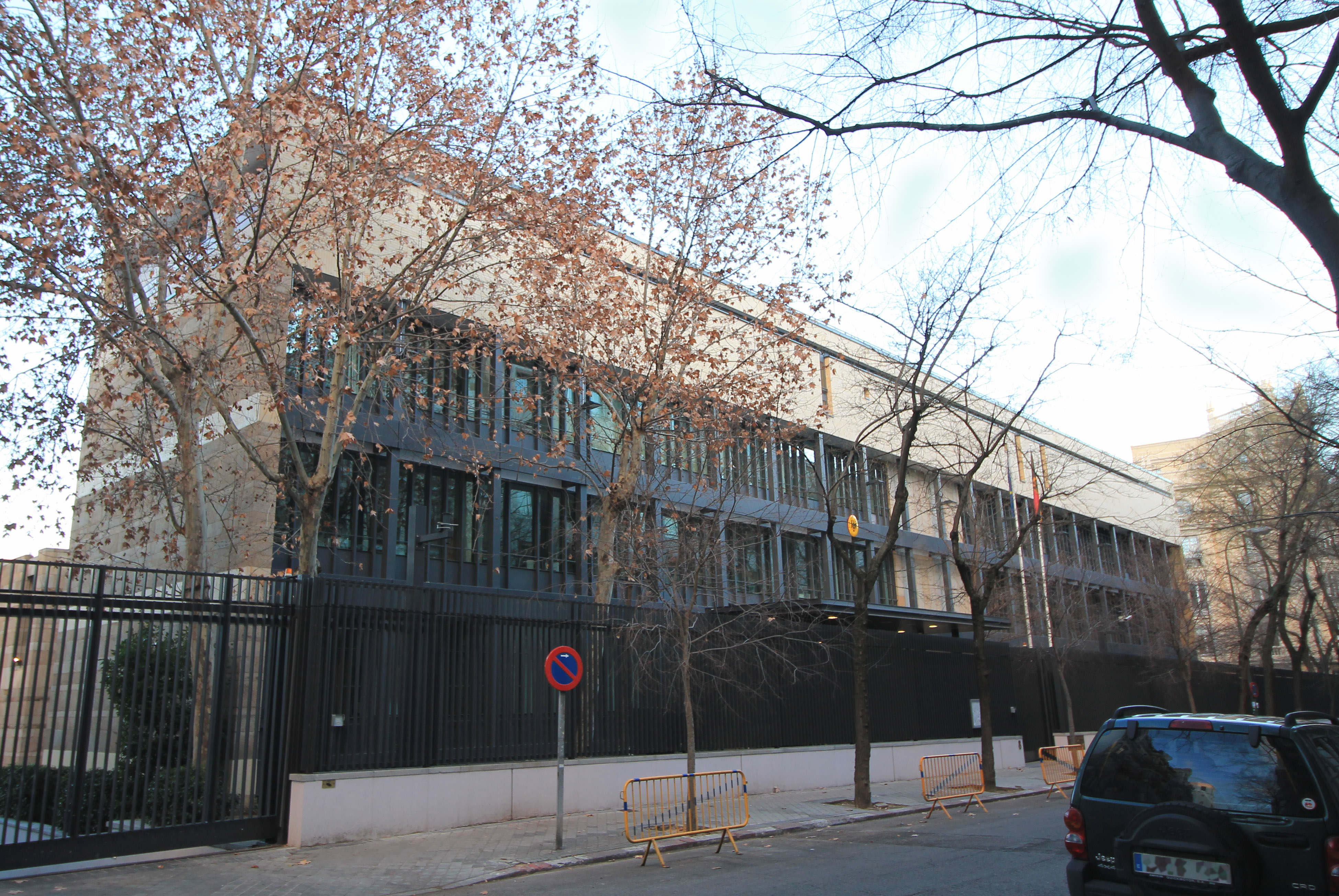
Außenansicht des Kanzleigebäudes der Deutschen Botschaft Madrid

Die Deutsche Botschaft Madrid ist die diplomatische Vertretung der Bundesrepublik Deutschland im Königreich Spanien. Der Leiter der Vertretung ist nebenakkreditiert als Botschafter im Fürstentum Andorra.

## Lage und Gebäude
Die Botschaft hat ihren Sitz in der spanischen Hauptstadt Madrid. Die Kanzlei und die Residenz des Botschafters befinden sich in einer gemeinsamen Liegenschaft im Stadtteil Chamberí. Der Eingang zur Residenz liegt in der Calle de Zurbarán, während die Kanzlei unter der offiziellen Straßenadresse Calle de Fortuny, 8, 28010 Madrid zugänglich ist.
Die Gebäude der Botschaft Madrid entstanden in den Jahren 1963 bis 1966 nach Plänen des Münchner Architekten Alexander von Branca. Die viergeschossige Kanzlei erstreckt sich an der Calle Fortuny. Von 2005 bis 2009 wurde das Bürogebäude generalsaniert. Notwendig war die Erneuerung der haustechnischen Anlagen. Auch waren Anpassungen an aktuelle Brandschutz- und Sicherheitsanforderungen vorzunehmen. Ferner wurde der Eingang neu geordnet und das Gebäude barrierefrei gemacht.
Die zweigeschossige Residenz schließ sich auf der Gartenseite des Grundstücks im Osten nach einem Zwischenhof rechtwinklig an. Das Gebäude ist mit einer Granitfassade verkleidet. Das gläserne Portal mit kupferner Eingangstür in der Gebäudemitte ist leicht zurückgesetzt und mit einem weit hervorkragenden Vordach versehen. Die Innenräume sind durch weißlichen Marmor für die Böden, hellgrauem Granit an den Wänden und hölzerne Decken geprägt. Die Räume umfassen einen etwa 25 Meter langen Empfangssaal, ein Speisezimmer, eine Bibliothek und ein Musikzimmer als amtlichen Teil sowie die privaten Wohnräume des Botschafters. Im Jahr 2018 begann die Planung einer Generalsanierung des denkmalgeschützten Residenzgebäudes. Die Funktionalität des Gebäudes wird durch die Erneuerung der gesamten Gebäudetechnik erhöht. Ferner wurde im Erdgeschoss ein ehemaliges Gästeapartment zu einem Konferenzraum umgebaut.
In der ursprünglichen Neubauphase Mitte der 1960er Jahre wurde als Kunst am Bau die Bronzeplastik Große Karyatide von Fritz Koenig aufgestellt.

## Auftrag und Organisation
Die Deutsche Botschaft Madrid hat den Auftrag, die deutsch-spanischen Beziehungen zu pflegen, die deutschen Interessen gegenüber der spanischen Regierung zu vertreten und die Bundesregierung über Entwicklungen in Spanien zu unterrichten.
In der Botschaft werden die Sachgebiete Politik, Wirtschaft sowie Kultur und Bildung bearbeitet. In der Wirtschaftsabteilung ist ein Wissenschaftsreferat vorhanden und ein Repräsentant der Deutschen Bundesbank tätig. Es besteht ein Militärattachéstab, der von einem Offizier im Dienstgrad Oberst geleitet wird.
Das Referat für Rechts- und Konsularaufgaben der Botschaft bietet deutschen Staatsangehörigen alle konsularischen Dienstleistungen und Hilfe in Notfällen an. Es besteht eine telefonische Rufbereitschaft. Der konsularische Amtsbezirk der Botschaft umfasst ganz Spanien und Andorra. Die Visa-Stelle erteilt Einreiseerlaubnisse für in Spanien ansässige Staatsangehörige dritter Länder.
Deutschland unterhält im Amtsbezirk der Botschaft ein Generalkonsulat in Barcelona sowie Konsulate in Las Palmas de Gran Canaria, Málaga und Palma (Mallorca). Honorarkonsuln sind in Bilbao, San Sebastián/Donostia und Vigo bestellt und ansässig.

## Geschichte
Im Jahr 1867 nahm ein Gesandter des Königreichs Preußen als Vertreter des Norddeutschen Bunds in Madrid seine Tätigkeit auf. Nach der deutschen Reichsgründung 1871 wurde er zum Gesandten des Deutschen Reichs. Beziehungen bestanden trotz gravierender innenpolitischer Entwicklungen in beiden Staaten und zweier Weltkriege bis 1945.
Die Bundesrepublik Deutschland eröffnete nach Aufnahme diplomatischer Beziehungen am 6. November 1952 wieder eine Botschaft in Madrid.
Die DDR und Spanien nahmen diplomatische Beziehungen am 11. Januar 1973 auf. Es entstand eine Botschaft in Madrid, die mit der Deutschen Wiedervereinigung 1990 geschlossen wurde.